# کریستالیت

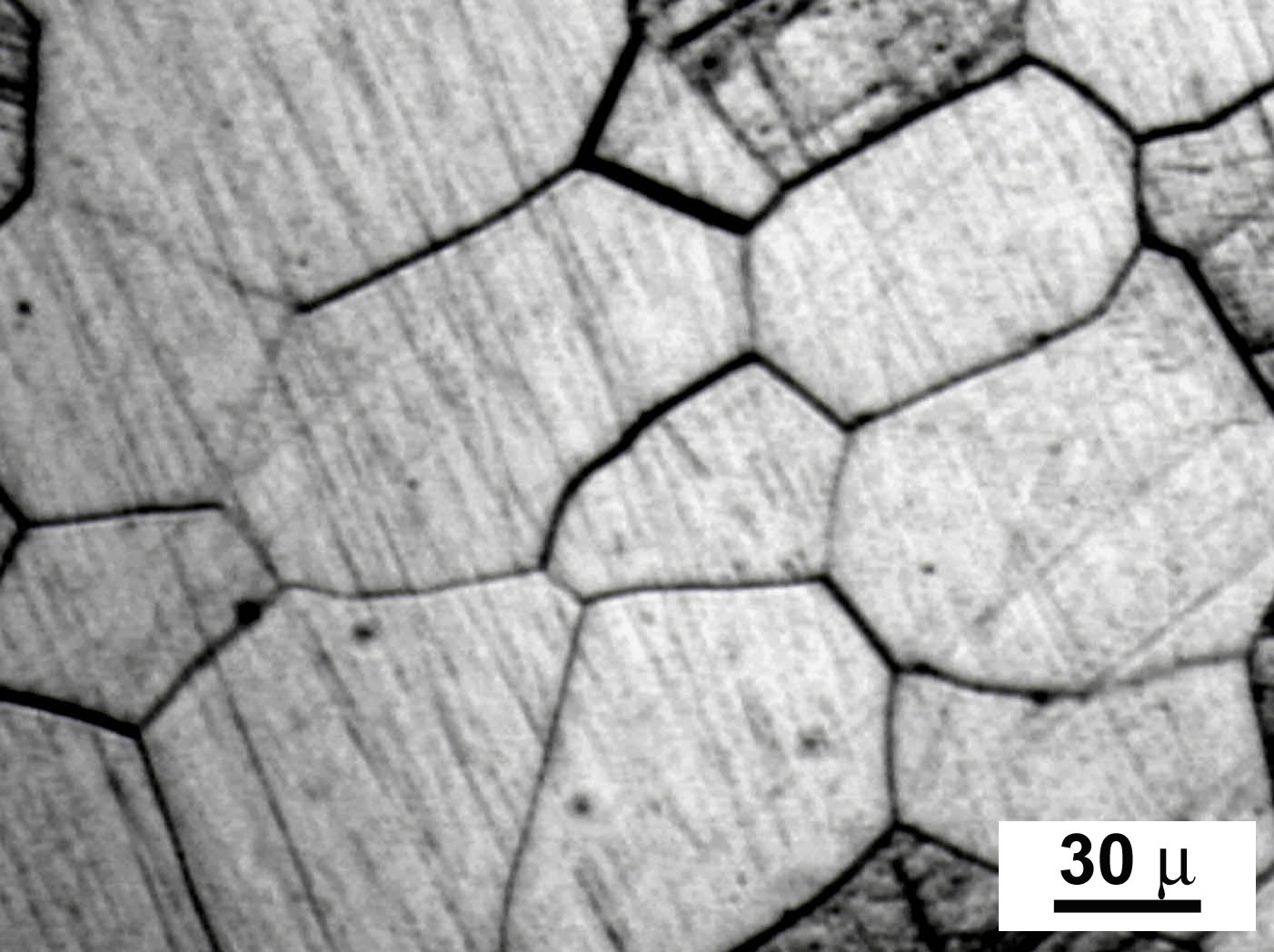
ریزساختار آلیاژ VT22 آبدهی و زُدایش‌شده زیر میکروسکوپ نوری بازتابی که ساختار چندبلورین آن را نشان می‌دهد.

بلورک  یا کریستالیت (به انگلیسی: Crystallite) یا دانه به مناطقی از ریزساختار مواد جامد گفته می‌شود که جهت بلوری در آن‌ها ثابت باشد. معمولاً مواد جامد به صورت پلی‌کریستالی در طبیعت وجود دارند که ریزساختار آن‌ها از تعداد زیادی بلورک کوچک تشکیل شده‌است. در ریزساختار مواد بلوری، بلورک‌ها توسط مرزدانه از یکدیگر جدا می‌شوند.
بلورک، یک کریستال کوچک یا بعضاً میکروسکوپی است که به‌طور مثال در فرایند سرد کردن بسیاری از مواد شکل می‌پذیرد.
جهت‌گیری بلورک‌ها می‌تواند به صورت تصادفی باشد (که به آن بافت تصادفی می‌گویند) یا جهت دار که ممکن است طی شرایط تشکیل آن ایجاد شده باشد.
به ناحیه ای که دانه‌ها به یکدیگر می‌رسند مرزدانه گفته می‌شود. مواد چندبلوری به جامدهایی گفته می‌شود که از دانه‌هایی با اندازه و جهت گیری‌های مختلف تشکیل شده‌اند. اکثر مواد غیر آلی چندبلوری هستند، از جمله اکثر فلزات و سرامیک‌ها.
میزانی که یک جامد بلورین است تأثیر زیادی در خواص فیزیکی آن دارد. گوگرد به‌طور معمول چندبلوری است، اما ممکن است در دگرشکل‌های با خواص کاملاً متفاوت ظاهر شود.
درحالی‌که ساختار یک تک بلورک بسیار منظم است و شبکهٔ آن بدون قطعی و شکستگی است، مواد آمورف، مانند شیشه یا بسیاری از پلیمرها، بدون دانه هستند و هیچ‌گونه ساختاری نشان نمی‌دهند، به صورتی که اجزا آن‌ها به یک شیوه منظم سازمان نیافته‌اند. ساختارهای چندبلوری و حالت‌های پارابلورینی بین این دو ترم گفته شده قرار می‌گیرند.

## اندازه

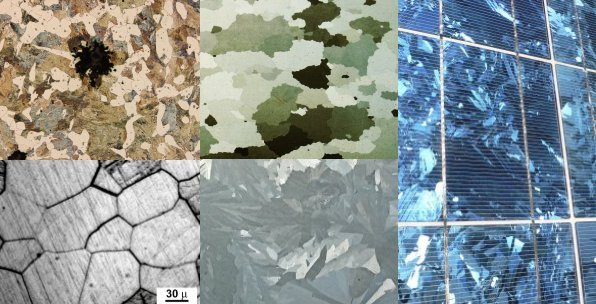
ساختارهای چندبلوری تشکیل شده از بلورک‌ها.
از بالا سمت چپ در جهت عقربه‌های ساعت:
1. آهن نرم
2. فولاد الکتریکی
3. صفحه خورشیدی
4. فولاد گالوانیزه
5. عکس میکروگرافی شده از مرزهای دانه

اندازه بلورها معمولاً با الگوهای انکسار  پرتوی ایکس اندازه‌گیری می‌شود و اندازه دانه‌ها با روش‌های تجربی دیگری مانند میکروسکوپ الکترونی عبوری.
اندازه بلورک با اندازه ذره متفاوت است، یک ذره ممکن است از یک یا چندین بلورک تشکیل شده باشد. ذره می‌تواند تک کریستال، چندبلوری یا آمورف باشد.
اگر نمونه‌های جامد به اندازه ای بزرگ باشند که دیده و مورد استفاده واقع شوند به ندرت از یک تک کریستال تشکیل شده‌اند، به جز چند مورد مانند سنگ‌های قیمتی یا تک کریستال سیلیسیم برای استفاده در صنایع الکترونیکی.
اکثر مواد چندبلوری‌هایی هستند که از تعداد بسیار زیادی تک بلورها تشکیل شده‌اند و توسط لایه نازکی از جامد آمورف کنار یکدیگر نگه داشته شده‌اند. اندازه بلورک می‌تواند از چند نانومتر تا چندین میلی‌متر متنوع باشد. اگر بلورک‌ها به صورت کاملاً اتفاقی جهت‌گیری کنند، یک حجم بزرگ و کافی از مواد چندبلوری تقریباً همسانگرد خواهند شد. این ویژگی به ساده‌سازی فرضیات در مکانیک محیط‌های پیوسته کمک می‌کند.

## شکست
شکست مواد را بر اساس مسیر پیشروی را می‌توان به شکست درون دانه ای و شکست بین دانه ای تقسیم‌بندی کرد:
در شکست درون دانه ای محل عبور ترک اهمیتی ندارد و از میان دانه‌ها پیشروی می‌کند و به این علت که دانه‌های مختلف صفحات شکستی در جهات مختلف دارند، در سطح شکست سطوح صخره ای مشاهده می‌شود.
در شکست بین دانه ای مسیر حرکت ترک روی مرز دانه‌ها است و در سطح شکست می‌توان دانه‌هایی که ترک در مرز آن‌ها پیشروی کرده‌است را از یکدیگر تشخیص داد. برخلاف شکست درون دانه ای، عموماً این نوع شکست با سرعت پایینی اتفاق می‌افتد.

## مرزهای دانه

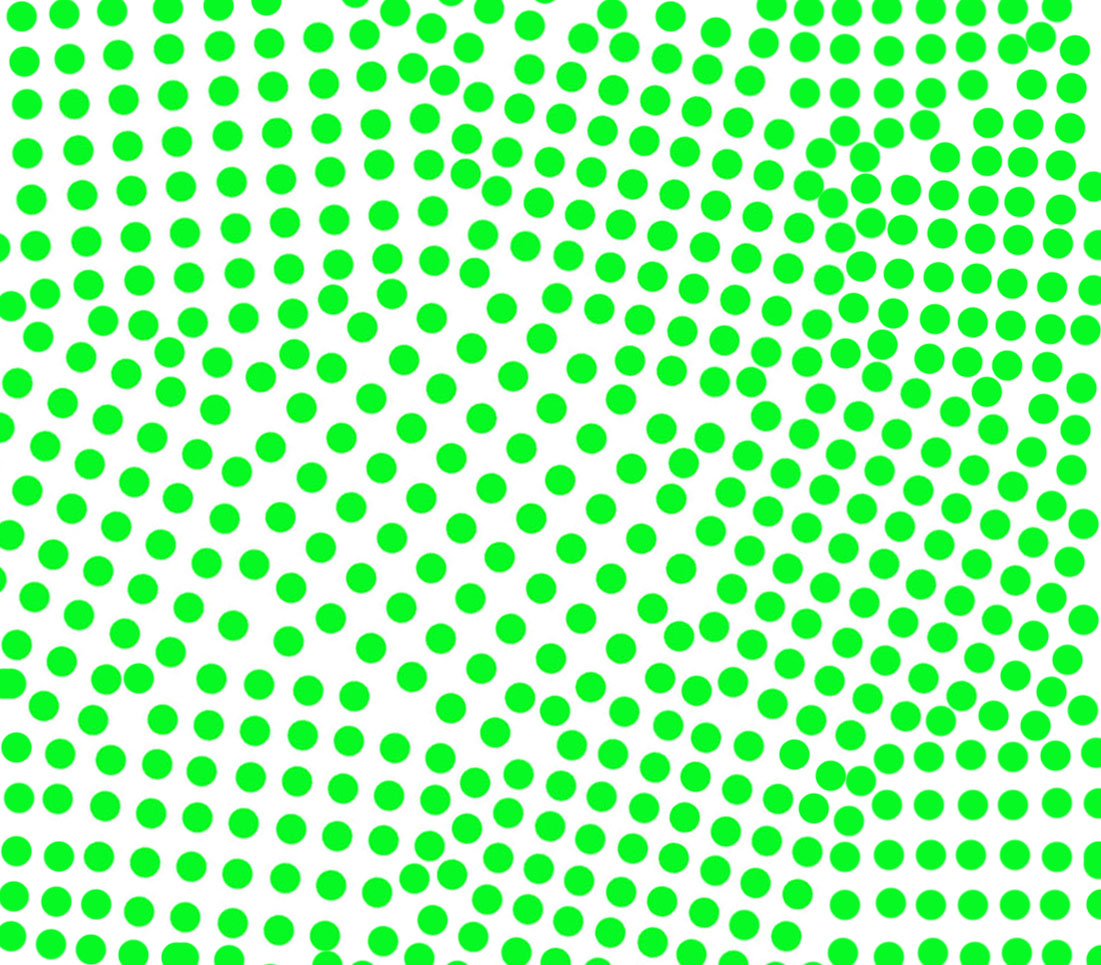
نمایش طرح‌واره مواد چندبلورین متشکل از بلورک‌ها

مرزهای دانه محل‌های اتصالی هستند که بلورهایی با جهت‌گیری‌های متفاوت به یکدیگر می‌رسند. مرز دانه یک محل اتصال تک فازی است همراه با بلورهایی در هر طرف مرز که یکسان هستند به جز در جهت‌گیری شان. اصطلاح «مرز بلورک» خیلی به ندرت استفاده می‌شود.
حوزه مرز دانه شامل آن دسته از اتم‌هایی است که از سایت‌های شبکه ای آشفته شده‌اند، نابجایی‌ها و ناخالصی‌هایی که به یک سطح انرژی پایین‌تری از انرژی منتقل شده‌اند.
بحث دربارهٔ یک مرز دانه از نظر هندسی به عنوان محل اتصال دو بخش عنوان می‌شود: ما می‌دانیم که به پنج متغیر نیاز است تا یک مرز دانه تعریف شود، اگر گفته شود یکی از آن‌ها چرخیده‌است، دو عدد اول از واحد برداری که یک زاویه چرخش را مشخص می‌کند به دست می‌آید. عدد سوم زاویهٔ چرخش را تعیین می‌کند. دو عدد نهایی صفحهٔ مرز دانه را مشخص می‌کنند (یا یک بردار واحد که بردار نرمال این صفحه است).
مرزهای دانه در حرکت نا به جایی‌ها در ماده اختلال ایجاد می‌کنند و انتشار نا به جایی‌ها با مانع مواجه می‌شود.
خصوصیات دانه‌ها (ساختار ماده) بر ویژگی‌های آن ماده تأثیر می‌گذارد، به‌طور مثال اندازه دانه‌های یک ماده روی استحکام آن اثربخش است. با توجه به عملیات‌های انجام گرفته روی یک ماده، اندازه دانه‌های آن متفاوت خواهد بود، به‌طور مثال اگر یک ماده را از حالت مذاب با سرعت بیشتری سرد کنیم، تعداد جوانه‌های بیشتری ایجاد می‌شود و در نتیجه تعداد دانه‌های بیشتر و این به این معنا است که اندازه دانه‌های کوچکتری خواهیم داشت و چگالی مرزدانه‌ها بیشتر خواهد شد. با افزایش چگالی مرزدانه مزاحمت برای حرکت نابه جایی‌ها بیشتر می‌شود و در نتیجه استحکام ماده ما بیشتر خواهد بود.
رابطه بین اندازه و استحکام دانه با رابطهٔ هال–پچ مرتبط می‌شود. اثر هال-پچ بر اساس پدیده انباشتگی (به انگلیسی: Pileup) نابجایی‌ها در مرزدانه‌ها توضیح داده می‌شود. این انباشتگی‌ها موجب ایجاد نواحی تمرکزتنش در مرز دانه‌ها می‌شوند که در فعال‌سازی چشمه‌های نابجایی در دانه‌های مجاور و انتقال آن‌ها بین دانه‌ها نقش اساسی دارند. بر این اساس، کوچک‌تر شدن اندازه دانه موجب محدود شدن این انباشتگی‌ها و در نتیجه محدودیت پخش نابجایی‌ها در حجم اجسام می‌شود. البته فعالیت فرایند اشاره شده به مرز دانه‌های به ابعاد بالای نانومتر محدود می‌شود و برای دانه‌های به ابعاد کوچکتر با توجه به فعال شدن سایر سازوکارهای شکست ازجمله لغزش مرزدانه‌ای اثر هال-پچ دیگر صادق نخواهد بود.